# Krajowy Fundusz Kapitałowy
Krajowy Fundusz Kapitałowy S.A. – polskie przedsiębiorstwo w formie spółki akcyjnej z siedzibą w Warszawie działające w latach 2005–2020. Celem działania spółki było wspieranie polityki gospodarczej Rady Ministrów w zakresie stymulowania rozwoju gospodarczego państwa opartego na innowacyjności oraz konkurencyjności gospodarki.

## Opis
Krajowy Fundusz Kapitałowy udzielał wsparcia finansowego funduszom kapitałowym w formie:
1. obejmowania i nabywania ich udziałów lub akcji;
2. uczestniczenia w funduszach kapitałowych działających w formie spółek komandytowych, komandytowo-akcyjnych lub innych jednostek organizacyjnych nieposiadających osobowości prawnej;
3. nabywania ich certyfikatów inwestycyjnych lub jednostek uczestnictwa;
4. nabywania emitowanych przez nie obligacji, obligacji zamiennych na akcje, obligacji z prawem pierwszeństwa i warrantów subskrypcyjnych;
5. bezzwrotnych świadczeń na sfinansowanie części kosztów poniesionych przez fundusz kapitałowy na przygotowanie inwestycji i monitorowanie portfela tych inwestycji.

W latach 2005–2018 jedynym akcjonariuszem spółki był Bank Gospodarstwa Krajowego, a w latach 2018–2020 Polski Fundusz Rozwoju S.A.